# Bolivianisch-deutsche Beziehungen
Die bolivianisch-deutschen Beziehungen werden von dem Auswärtigen Amt als "gut" charakterisiert. Beide Staaten sind Mitglieder der Vereinten Nationen.

## Geschichte
Im Jahr 1825, kurz nachdem Bolivien seine Unabhängigkeit von Spanien erklärt hatte, erkannte der Stadtstaat Hamburg (als Mitglied des Deutschen Bundes) Bolivien noch im selben Jahr an. 1847 ernannte Bolivien einen Botschafter am Hof von König Friedrich Wilhelm IV. von Preußen. Im Jahr 1871 eröffnete das vereinigte Deutsche Reich ein Konsulat in La Paz. Ende des 19. Jahrhunderts begann die Einwanderung von Deutschen nach Bolivien, die vor allem im Handel und im Bergbau tätig waren. Infolge der deutschen Einwanderung eröffnete Deutschland 1902 eine diplomatische Gesandtschaft in La Paz. Im Juli 1908 nahmen beide Nationen offiziell diplomatische Beziehungen auf.
Sowohl während des Ersten als auch während des Zweiten Weltkriegs brach Bolivien aufgrund internationalen Drucks die diplomatischen Beziehungen zu Deutschland ab. 1937 wählte Bolivien den deutschstämmigen Germán Busch zum Präsidenten. Während seiner Präsidentschaft wurde Präsident Busch von Bergbau-Baron Moritz Hochschild beeinflusst und erlaubte die Aufnahme jüdischer Flüchtlinge, die vor der Verfolgung durch die Nazis nach Bolivien flohen. Zwischen 1938 und 1941 erhielten mehr als 20.000 jüdische Flüchtlinge in den bolivianischen Konsulaten in ganz Europa ein Visum und wanderten in das südamerikanische Land ein.
Nach dem Zweiten Weltkrieg nahm Bolivien, wie viele andere südamerikanische Länder auch, Nazis auf, die vor der Strafverfolgung für die von ihnen verübten Verbrechen flohen. Ein bedeutender Nazi war der SS- und Gestapo-Offizier Klaus Barbie, der nach Bolivien ausgewandert war und 30 Jahre lang in der Stadt Cochabamba lebte und die bolivianische Staatsbürgerschaft erhielt. Barbie war in dem Land einflussreich geworden und hatte das Gehör mehrerer Präsidenten und arbeitete als Berater der Sicherheitskräfte des ebenfalls deutschstämmigen Diktators Hugo Banzer Suárez. 1983 wurde Barbie verhaftet und an Frankreich ausgeliefert, wo er vor Gericht gestellt und zu lebenslanger Haft verurteilt wurde.
Bolivien und die Bundesrepublik Deutschland (BRD) nahmen im Dezember 1952 diplomatische Beziehungen auf. 1956 eröffneten beide Länder Botschaften in ihren jeweiligen Hauptstädten. 1973 nahm Bolivien diplomatische Beziehungen zur Deutschen Demokratischen Republik (DDR) auf.
Nach der Wiedervereinigung Deutschlands sind die Beziehungen zwischen beiden Ländern eng geblieben. Es fanden mehrere Besuche von Staatsoberhäuptern und Außenministern beider Länder statt.

## Wirtschaft
Im Jahr 2020 belief sich der bilaterale Handel zwischen Bolivien und Deutschland auf 258 Mio. Euro. Eine bilaterale Handelskammer besteht seit 1955. Zu den wichtigsten Exportgütern Boliviens nach Deutschland gehören: Bodenschätze (Blei-, Zinn- und Silbererze), landwirtschaftliche Erzeugnisse (Nüsse, Kaffee, Sojaprodukte, Quinoa und Hirse) sowie Leder- und Textilwaren. Zu den wichtigsten Exportgütern Deutschlands nach Bolivien gehören: Maschinen, Haushaltsgeräte, Fahrzeuge und Fahrzeugteile, chemische und pharmazeutische Erzeugnisse, Elektrogeräte und Messtechnik sowie Steuerungstechnik. Investitionsmöglichkeiten für deutsche Unternehmen bestehen vor allem in den Bereichen Infrastruktur, Bergbau und Energie.
Deutschland leistet Entwicklungshilfe an Bolivien. Laut den Angaben des Auswärtigen Amtes konzentriert sich die deutsche Hilfe auf die drei Schwerpunktbereiche „Trinkwasserversorgung und Abwasserentsorgung, ländliche Entwicklung und Umwelt sowie Energie mit Schwerpunkt auf erneuerbaren Energien und Energieeffizienz“. Querschnittsthemen sind „Dezentralisierung, Umwelt- und Klimaschutz, Zivilgesellschaft, Gender- und Indigenenorientierung sowie Berufsbildung“.

## Kultur
In La Paz gibt es ein Goethe-Institut. Deutsche Schulen gibt es in La Paz und Santa Cruz de la Sierra.
In Bolivien gibt es eine wachsende Gemeinschaft Plautdietsch sprechender Mennoniten. Die knapp 60.000 Mennoniten (2012) leben meist in abgeschotteten Kolonien in traditioneller Lebensweise.

## Diplomatische Standorte
- Deutschland hat eine Botschaft in La Paz.[8]
- Bolivien hat eine Botschaft in Berlin.[9]

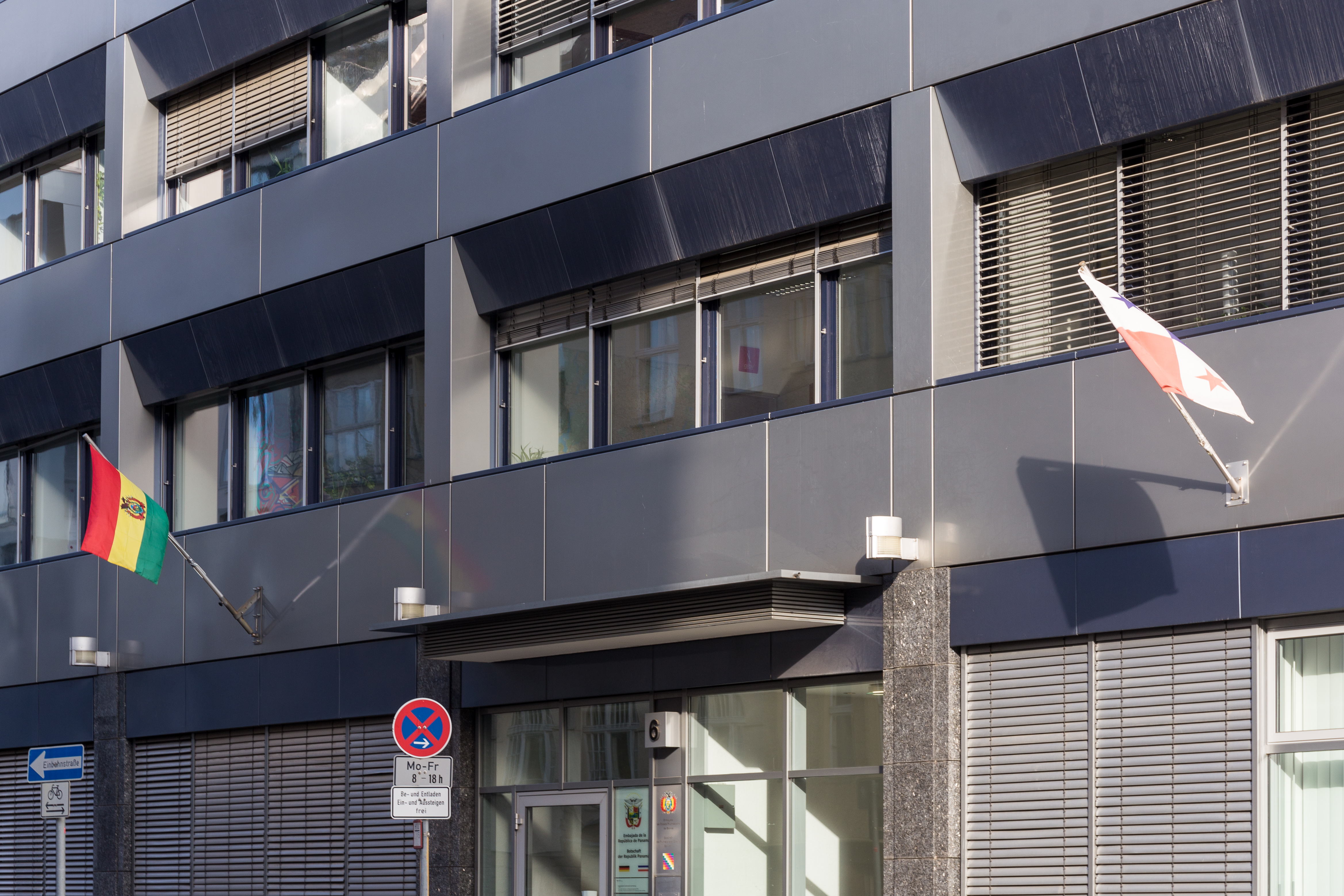
Botschaften von Bolivien und Panama in Berlin